# Subligny (Yonne)
Subligny – miejscowość i gmina we Francji, w regionie Burgundia-Franche-Comté, w departamencie Yonne.
Według danych na rok 1990 gminę zamieszkiwały 433 osoby, a gęstość zaludnienia wynosiła 55 osób/km² (wśród 2044 gmin Burgundii Subligny plasuje się na 505. miejscu pod względem liczby ludności, natomiast pod względem powierzchni na miejscu 1055.).